# Delfimetoden

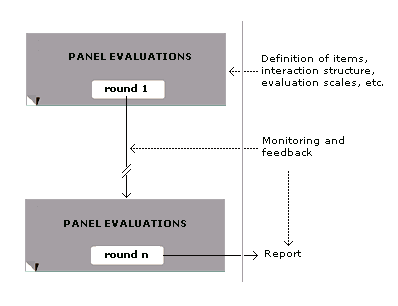
Delfimetodens kommunikationsstruktur

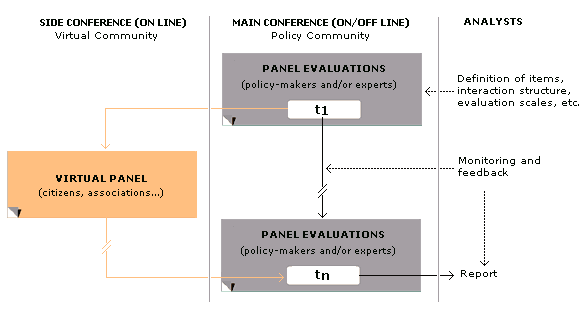
Webbaserad kommunikationsstruktur

Delfi-metoden utvecklades under 1950-talet vid forskningsinstitutet Rand Corporation i USA och har fått sitt namn från oraklet i Delfi. Institutet hade det amerikanska försvarets uppdrag att utarbeta olika prognoser och arbetade då fram denna metod.
Metoden går ut på att en panel av experter var för sig får ett antal frågor för bedömning. Svaren sammanställs och sänds ut till panelen igen, eventuellt med kompletterade frågor. Experterna har då möjlighet att ändra sina bedömningar efter vad som framkommit av de övrigas synpunkter. Avsikten är att komma fram till en gemensam ståndpunkt.
Man kan beteckna processen som en anonym form av intervju. Metoden har använts vid problemlösningar och är dessutom särskilt använd vid prognosverksamhet och framtidsstudier. Den har kritiserats för att ge ”överraskningsfria” lösningar.
I Sverige har metoden kommit till användning såväl inom försvarsmakten och statliga myndigheter som i enskilda företag.

## Delfi-metoden online
Ett antal Delfi-prognoser genomförs internationellt med hjälp av webbplatser som tillåter att processen kan genomföras i realtid. Till exempel använder TechCast-projektet en panel av 100 experter i hela världen att förutse genombrott inom olika områden av vetenskap och teknik. Ytterligare exempel finns i flera studier som utförts av Institutet för Framtidsstudier och kunskapshantering som använder den online-baserad Delfi-metoden.